# Ancienne église des Dames de Battant
L'ancienne église des Dames de Battant est un ancien édifice religieux situé à Besançon, dans le département français du Doubs. L'église faisait partie d'un couvent de l'ordre de Citeaux.

## Localisation
L'église est située au 59 rue des Granges dans le secteur de La Boucle de Besançon.

## Histoire
En 1226 une abbaye de jeunes filles de l'ordre de Citeaux fut fondée dans le quartier Battant, qui se trouvait alors en dehors des murs de la ville. Devant la menace de siège de la ville, et après que leur monastère fut démantelé par la ville en 1595, les religieuses furent déplacées à l'intérieur des murs d'enceinte et finirent par s'établir dans la rue des granges au début du  XVIIIe siècle.
L'église fut construite entre 1714 et 1720 sur les plans de dom Perrod, abbé général des cisterciens.
À la Révolution française, l'église fut pillée et saisie, le culte n'y est depuis lors plus pratiqué.
La totalité de l'église fait l’objet d’une inscription au titre des monuments historiques depuis le 18 février 1942.
Un clocheton a été apposé dans les années 2000. Cette structure en fibre de verre abrite des antennes de la téléphonie cellulaire GSM.
La librairie indépendante « L'intranquille Plazza » a ouvert ses portes le 13 novembre 2015 au sein de l'église.

## Architecture
Le bâtiment présente un dôme décoré avec l'assomption de la Sainte Vierge. L'église présente quelques similitudes avec la cathédrale Santa Maria del Fiore (Sainte Marie des fleurs) de Florence.